# Woodinville (Washington)
Woodinville es una ciudad ubicada en el condado de King en el estado estadounidense de Washington. En el año 2000 tenía una población de 9.194 habitantes.

## Geografía
Woodinville se encuentra ubicada en las coordenadas 47°45′9″N 122°9′21″O / 47.75250, -122.15583.  El río Sammamish lo atraviesa del sureste al este.

## Demografía
Según la Oficina del Censo en 2000 los ingresos medios por hogar en la localidad eran de $68 114, y los ingresos medios por familia eran $81 251. Los hombres tenían unos ingresos medios de $53 214 frente a los $35 404 para las mujeres. La renta per cápita para la localidad era de $31 458. Alrededor del 4,4% de la población estaban por debajo del umbral de pobreza.